# Nani Fernández
Juana Fernández Ruiz, más conocida como Nani Fernández (Madrid, 22 de febrero de 1923 - 9 de noviembre de 1960), fue una actriz española conocida por ser la intérprete de la película La Lola se va a los puertos (1947) junto a Juanita Reina y Manuel Luna, y de la popular canción «Yo te diré» en Los últimos de Filipinas de 1945.

## Biografía
Nació en Madrid, en 1923. Siendo hija de Juan Fernández Sebastián y de María Gracia Ruiz Fuentes. Debuta en el teatro en 1944, con la obra Pepa Oro. Ese mismo año en el Teatro Reina Victoria, participa en la obra La Escala Rota de Juan Ignacio Luca de Tena y Miguel de la Cuesta. Debuta en el cine en 1945, con la película Los últimos de Filipinas de Antonio Román. En 1959 hace su último trabajo como actriz, con la película Molokai, la isla maldita.
Contrajo matrimonio con el actor José Nieto, con el que tuvo dos hijas.
El 9 de noviembre de 1960, muere en Madrid. Siendo enterrada en el Cementerio de La Almudena.

## Filmografía
- Los últimos de Filipinas (1945)
- La Lola se va a los puertos (1947)
- El traje de luces (1947)
- Alhucemas  (1948)
- Noventa minutos (1949)
- Alas de juventud (1949)
- Don Quijote de la Mancha (1949)
- Historia en dos aldeas (1951)
- Sor intrépida (1952)
- La legión del silencio (1956)
- Esa voz es una mina (1955)
- La gata (1956)
- Molokai, la isla maldita (1959)
- Cara de coma
- Fuego (cortometraje)
- La manigua de Dios
- Hoy no pasamos lista
- Tres huchas para oriente
- Dos mujeres en la niebla